# 寶島 (可苦可樂單曲)
《寶島》（日语：宝島），是日本樂團可苦可樂的第7張單曲。2003年4月9日發行。

## 簡介
前作《不下雪的街道》約5個月之後發行。出道後第7張單曲。

## 收錄曲目
全作詞、作曲：小淵健太郎；全編曲：笹路正徳
1. 寶島 
2. 我愛的人啊（愛する人よ）
3. 寶島（Instrumental）
4. 我愛的人啊（Instrumental）

## 外部連結
- 寶島 （页面存档备份，存于）